# Erwin Lindner
Erwin Lindner (* 7. April 1888 in Böglins bei Ottobeuren; † 30. November 1988 in Stuttgart) war ein deutscher Entomologe.

## Leben
Erwin Lindner, der am 7. April 1888 in Böglins als Sohn des Gutsverwalters Otto Lindner geboren wurde, erhielt 1913 nach seinem Studienabschluss an der Universität München eine Anstellung als Assistent an der damaligen Württembergischen Naturaliensammlung, dem heutigen Staatlichen Museum für Naturkunde Stuttgart. 1918 heiratete Lindner Freya Uhlenhuth (geb. 1897), „eine erfahrene Photographin mit künstlerischem Blick“, Tochter des Coburger Hofphotographen Eduard Uhlenhuth. Aus der Ehe ging der Künstler Elmar Lindner hervor. Erwin Lindner, mit der Leitung der Entomologischen Abteilung betraut, wurde 1920 zum Konservator, 1925 zum Hauptkonservator ernannt. 1953 erfolgte seine Versetzung in den Ruhestand. Erwin Lindner verstarb am 30. November 1988 in Stuttgart.
Lindner, ein passionierter Sammler, nahm an mehreren Expeditionen teil oder führte sie selbständig durch. So bereiste er Dalmatien, den Gran Chaco, Anatolien, Ligurien, Ostafrika, Italien, Spanien und regelmäßig die Alpenregionen.
Er war Mitglied des Vereins für vaterländische Naturkunde in Württemberg, dessen Vorsitz er von 1957 bis 1960 führte. 1963 wurde er zum Ehrenmitglied ernannt.
1956 wurde Erwin Lindner von der Deutschen Entomologischen Gesellschaft in Anerkennung seiner Verdienste auf dem Gebiet der Dipterologie mit der Verleihung der Fabricius-Medaille gewürdigt.
Erwin Lindner, der als einer der führenden Dipterologen in der ersten Hälfte des 20. Jahrhunderts galt, trat besonders als Herausgeber des mehrbändigen Standardwerks Die Fliegen der palaearktischen Region hervor.
Sein Lebenslauf ist gewürdigt von Benno Herting in den Jahresheften der Gesellschaft für Naturkunde in Württemberg, 143. Jahrgang, 1988.

## Ehrungen
Obwohl Lindner als Entomologe hauptsächlich Zweiflügler beschrieb, ist er doch auch mit einer Blütenpflanze, die er in Bolivien entdeckt hat, verewigt. Alwin Berger beschrieb die neue Art als Aristolochia lindneri A. Berger.

## Schriften
- Herausgeberschaft: Die Fliegen der palaearktischen Region (mehrere Bände)
- Insekten des Bodenseeufers (Dipteren und andere Ordnungen), in: Schriften des Vereins für Geschichte des Bodensees und seiner Umgebung, 73. Jg. 1955, S. 193–204 (Digitalisat)